# Fess Williams

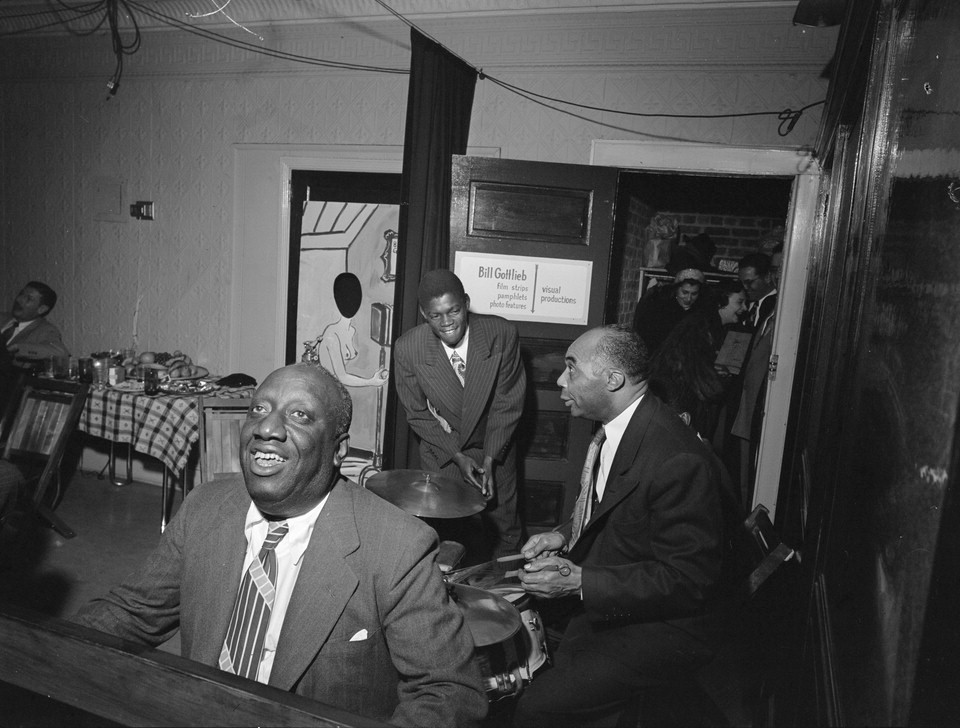
James P. Johnson, Fess Williams, Freddie Moore, Joe Thomas 1948.
Fotografie von William P. Gottlieb.

Stanley „Fess“ Williams (* 10. April 1894 in Danville (Kentucky); † 17. Dezember 1975 in New York City) war ein US-amerikanischer Jazz-Musiker (Klarinette, Altsaxophon) und Bandleader, der in den 1920er bis 1940er Jahren populär war.

## Leben und Wirken
Fess Williams, dessen weiterer Nickname auch Professor war, stammt aus einer musikalischen Familie; sein Neffe war Charles Mingus. In seiner Kindheit lernte er Violine, wechselte in seiner Jugend zur Klarinette und studierte dann an der Tuskegee University. Bald nach Ende seiner Ausbildung gründete er seine erste Band, mit der er von 1919 bis 1923 in Cincinnati auftrat, bevor er Chicago zog und bei Ollie Powers spielte. 1923 formierte er eine neue Band, mit der er bei der Variete-Truppe Dave and Tressie spielte. Mit der Truppe kam er 1924 nach New York; dort leitete er zunächst ein Trio in Albany (New York) und hatte eine Band im Rosemont Ballroom.
1926 gründete Williams seine Formation Fess Williams and his Royal Flush Orchestra, mit der er bis 1930 erfolgreich war. Das Royal Flush Orchestra spielte den damals populären Hot Jazz, gastierte meist in Harlems Savoy Ballroom und nahm eine Reihe von Schallplatte für die Label Victor, Vocalion, Gennett, Okeh, Brunswick, Champion und Harmony auf. In seinem Orchestern spielten später bekannte Musiker wie Harry Carney, Jimmy Harrison, Hank Duncan und Bud Scott, außerdem der Posaunist David „Jelly“ James.
Ende 1928 ging Williams nach Chicago, um dort zeitweise dem Dave Peyton Orchester vorzustehen, das im Regal Theatre spielte. Er nannte die Gruppe Fess Williams and His Joy Boys und nahm mit ihr zwei Schallplattenseiten für Vocalion auf, Dixie Stomp und Drifting and Dreaming. In seiner Abwesenheit bestand das Royal Flush Orchestra weiter; 1929 kam er nach New York zurück und machte 1930 letzte Aufnahmen mit dem Orchester.
Zu seinen bekanntesten Kompositionen gehörten Friction, Here ’Tis und Hot Town, die sein größter Erfolg war. Nach der Auflösung des Royal Flush Orchestra blieb Fess Williams weiter als Bandleader aktiv, seine Musik geriet aber zunehmend in Vergessenheit, auch wenn er noch in den 1940er Jahren weiter mit eigenen Bands auftrat. Er ist auch auf Aufnahmen von Sammy Price und Ruben Reeves zu hören.

## Das Town Hall Concert 1962
In Erscheinung trat Fess Williams dann noch einmal 1962, als ihn sein Neffe Charles Mingus als Musiker zu seinem legendären Town Hall Concert einlud, um die zweite Hälfte des Konzerts zu eröffnen. Allerdings sind Williams Beiträge nicht auf dem gleichnamigen Album The Complete Town Hall Concert enthalten.